# Canal de calcio tipo T
Los canales de calcio tipo T son proteínas de membrana de la familia de canales de calcio activados por bajo voltaje. Los canales se inactivan durante la hiperpolarización de la membrana celular pero luego se abren durante la fase de despolarización. La letra "T" proviene de su característico atributo de duración transitoria de su activación.
La entrada de calcio al interior de varias células tiene muchas respuestas fisiológicas asociadas. Dentro de las células del músculo cardíaco y las células del músculo liso, por ejemplo, la activación de los canales de calcio dependientes de voltaje inicia directamente la contracción muscular al permitir que aumente la concentración citosólica de calcio. Los canales de calcio de tipo T también están presentes en muchas células neuronales dentro del sistema nervioso central con efectos asociados al potencial de acción. 

## Historia
Diferentes estudios experimentales en los años 1970 permitieron distinguir a los canales de calcio tipo T (canales de calcio de apertura transitoria) de los ya conocidos canales de calcio tipo L, que son canales de calcio de larga duración. Los recién descubiertos canales de tipo T eran diferentes de los canales de calcio de tipo L debido a su capacidad para ser activados por potenciales de membrana negativos. Además, tienen una conductancia de un solo canal pequeña y tampoco responden a los clásicos fármacos antagonistas del calcio. Estos distintos canales de calcio generalmente se encuentran dentro del cerebro, el sistema nervioso periférico, el corazón, el músculo liso, los huesos y el sistema endocrino.
Los diferentes elementos estructurales de los canales de calcio tipo T permiten conducirse de esta manera única y diferente al resto de la familia de canales de calcio dependientes de voltaje. Los canales tipo T consisten en una subunidad α 1 primaria. La subunidad α 1 de los canales de tipo T es la subunidad principal que forma el poro del canal y permite la entrada de calcio.
Los canales de calcio tipo T ejercen sus funciones controlando la actividad de marcapasos del nódulo SA del corazón. Estos canales permiten ráfagas rítmicas continuas que controlan el Nodo SA del corazón y transmiten potenciales de acción rápida dentro del tálamo cerebral.
La evidencia farmacológica relacionada con la función de los canales de calcio tipo T sugiere que juegan un papel en el desarrollo de varias formas de cáncer, ausencia de epilepsia, dolor, y la enfermedad de Parkinson. Continuamente se realizan más investigaciones para comprender mejor estos distintos canales, así como para crear medicamentos que se dirijan selectivamente a estos canales.

## Función
La función principal del canal de calcio dependiente de voltaje de tipo T es permitir el paso de iones, en este caso calcio, a través de la membrana al activarse el canal. Cuando la despolarización de la membrana ocurre en una membrana celular donde estos canales se encuentran incrustados, se abren y permiten que el calcio ingrese a la célula, lo que conduce a varios eventos celulares diferentes según el lugar del cuerpo en el que se encuentre la célula. Como miembro de la subfamilia Cav3 de canales de calcio dependientes de voltaje, la función del canal tipo T es importante para la activación repetitiva de potenciales de acción en células con patrones de activación rítmicos, como las células del músculo cardíaco y las neuronas en el tálamo del cerebro. Los canales de calcio de tipo T se activan en el mismo rango que los canales de sodio dependientes de voltaje, que es de aproximadamente -55 mV. Debido a este valor tan negativo en el que estos canales están activos, existe un gran gradiente impulsor para que el calcio entre en la célula. El canal de tipo T está regulado tanto por la dopamina, así como por otros neurotransmisores, que inhiben las corrientes de tipo T. Además, en ciertas células, la angiotensina II potencia la activación de los canales de tipo T.

### Corazón
EL canal de calcio tipo T es importante en los eventos de despolarización como parte de la actividad de marcapasos del nódulo sinoauricular (SA) en el corazón y en los relés neuronales del tálamo para que pueda ocurrir una transmisión rápida de los potenciales de acción. Esta función es muy importante para el corazón cuando es estimulado por el sistema nervioso simpático haciendo que la frecuencia cardíaca aumente, ya que el canal de calcio tipo T no solo proporciona un golpe de despolarización adicional al de los canales de sodio controlados por voltaje para causar un aumento más fuerte elevado de despolarización. También ayuda a proporcionar una despolarización más rápida de las células cardíacas. Posterior a la apertura de los canales tipo T se abren los canales de calcio tipo L en el nodo SA respondiendo a voltajes mayores de la fase de desporalización.

### Actuación rápida
Otra función importante del canal de calcio tipo T es su rápida inactivación dependiente del voltaje en comparación con la de otros canales de calcio. Por lo tanto, mientras ayudan a proporcionar una despolarización más fuerte y más rápida de las células del músculo cardíaco y las células nerviosas del tálamo, los canales de tipo T también permiten eventos de despolarización ríitmicos más frecuentes. Esto cobra importancia en el corazón por el simple hecho de que el músculo cardíaco es más apto para aumentar su ritmo de disparo cuando es estimulado por el sistema nervioso simpático que inerva sus tejidos. Aunque todas estas funciones del canal de calcio dependiente de voltaje de tipo T son importantes, muy posiblemente la más importante de sus funciones es su capacidad para generar potenciales que permiten ráfagas rítmicas de potenciales de acción en las células cardíacas del nódulo sinoauricular del corazón y en el tálamo del cerebro. Debido a que los canales de tipo T dependen del voltaje, la hiperpolarización de la célula más allá de su voltaje de inactivación cerrará los canales en todo el nódulo SA y permitirá que ocurra otro evento de despolarización. La dependencia del voltaje del canal tipo T contribuye al latido rítmico del corazón.

## Estructura
Los canales de calcio dependientes de voltaje están formados por varias subunidades. La subunidad α1 es la subunidad primaria que forma el poro transmembrana del canal. La subunidad α1 también determina el tipo de canal de calcio. Las subunidades β, α2δ y γ, presentes solo en algunos tipos de canales de calcio, son subunidades auxiliares que desempeñan funciones secundarias en el canal.

### Subunidad α1
La subunidad α1 de los canales de calcio de tipo T tiene una estructura similar a las subunidades α de los canales de potasio, los canales de Sodio y otros canales de Ca2+. La subunidad α1 se compone de cuatro dominios (I-IV), y cada dominio contiene 6 segmentos transmembrana (S1-S6). Los bucles hidrofóbicos entre los segmentos S5 y S6 de cada dominio forman el poro del canal. El segmento S4 contiene una gran cantidad de residuos cargados positivamente y funciona como sensor de voltaje de la apertura o cierre del canal en función del potencial de membrana. Actualmente se desconoce el método exacto por el cual el segmento S4 controla la apertura y el cierre del canal.

### Subunidades auxiliares
Las subunidades β, α 2 δ y γ son subunidades auxiliares que afectan las propiedades del canal en algunos canales de calcio. La subunidad α2δ es un dímero con una porción extracelular α2 unida a una porción transmembrana δ. La subunidad β es una proteína de membrana intracelular. Las subunidades α2δ y β tienen un efecto sobre la conductancia y la cinética del canal. La subunidad γ es una proteína de membrana que tiene un efecto sobre la sensibilidad al voltaje del canal. La evidencia actual muestra que las subunidades α1 de tipo T aisladas tienen un comportamiento similar a los canales de tipo T naturales, lo que sugiere que las subunidades β, α2δ y γ están ausentes de los canales de calcio de tipo T y los canales se componen de solo un subunidad α1.

## Variación
Hay tres tipos conocidos de canales de calcio tipo T, cada uno asociado con una subunidad esturcutral α1 específica.
| Designación                   | Subunidad α 1 | Gene        |
| ----------------------------- | ------------- | ----------- |
| Ca <sub id="mwgA">v</sub> 3.1 | α 1 G         | ( CACNA1G ) |
| Ca <sub id="mwiA">v</sub> 3.2 | α 1 H         | ( CACNA1H ) |
| Ca <sub id="mwkA">v</sub> 3.3 | α 1 yo        | ( CACNA1I ) |

## Patología
Cuando los canales de calcio tipo T no funcionan correctamente o están ausentes de sus dominios habituales, pueden surgir varias condiciones de salud.

### Cáncer
Los canales de calcio tipo T se expresan en diferentes cánceres humanos como el de mama, colon, próstata, insulinoma, retinoblastoma, leucemia, ovario y melanoma. Estos canales también juegan un papel clave en la proliferación, la supervivencia y la regulación de la progresión del ciclo celular en estas formas de cáncer. La regulación negativa de las isoformas del canal tipo T, o simplemente el bloqueo de los canales de calcio tipo T, causan efectos citostáticos en células cancerosas como gliomas, cáncer de mama, melanomas y cánceres de ovario, esófago y colorrectal. Algunas de las formas más notorias de tumores cancerosos contienen células madre cancerosas (CSC), lo que las hace particularmente resistentes a cualquier terapia contra el cáncer. Además, existe evidencia que sugiere que la presencia de la CSC en tumores humanos puede estar asociada con la expresión de canales de calcio tipo T en estos tumores.

### Epilepsia
La principal enfermedad asociada a patologías del canal de calcio tipo T es la epilepsia de ausencia. Esta enfermedad es causada por mutaciones del propio canal de calcio tipo T. Las personas con crisis de ausencia tienen períodos breves de detención del comportamiento y falta de respuesta. Los experimentos sobre la rata de epilepsia de ausencia genética de Estrasburgo ( GAERS ) sugirieron que la epilepsia de ausencia en la rata estaba relacionada con la expresión de la proteína del canal de tipo T. De hecho, las neuronas aisladas del núcleo reticular del tálamo del GAERS mostraron un 55% más de corrientes tipo T, y estas corrientes se atribuyeron a un aumento en el ARNm de Ca v 3.2, según Tally et al. lo que sugiere que la expresión de la proteína de tipo T estaba regulada en el GAERS. Experimentos adicionales en el GAERS mostraron que, de hecho, la expresión de los canales de calcio de tipo T juega un papel clave en las convulsiones causadas por la epilepsia de ausencia en el GAERS. Además, otra evidencia sugiere que la expresión de los canales de calcio de tipo T no solo se regula al alza en la epilepsia de ausencia, sino también en otras formas de epilepsia. Los tratamientos de primera línea para la epilepsia de ausencia infantil, el valproato y la etosuximida, son bloqueadores de los canales de calcio tipo T; el tratamiento de segunda línea, lamotrigina, aunque no es un bloqueador de los canales de calcio de tipo T, sí inhibe los canales de calcio activados por alto voltaje.

### Dolor
Se ha encontrado que la isoforma Cav3.2 de los canales de calcio tipo T está involucrada en el dolor en modelos animales con dolor agudo y dolor crónico: dolor neuropático (PDN), dolor inflamatorio y dolor visceral. dolor

### Enfermedad de Parkinson
Se produce un aumento de la explosión neuronal en todo el sistema motor central tanto en formas humanas como en modelos animales de la enfermedad de Parkinson. Los canales de calcio de tipo T se expresan en gran medida en las estructuras de los ganglios basales, así como en las neuronas de las áreas motoras del tálamo, y se cree que contribuyen al estallido normal y patológico por medio de picos de bajo umbral. Las neuronas receptoras de los ganglios basales en el tálamo son particularmente interesantes porque son directamente inhibidas por la salida de los ganglios basales. De acuerdo con el modelo de tasa estándar de los ganglios basales, el aumento de descarga en las estructuras de salida de los ganglios basales observado en la enfermedad de Parkinson exageraría el tono inhibitorio en las neuronas talamocorticales. Esto puede proporcionar la hiperpolarización necesaria para desactivar los canales de calcio de tipo T, lo que puede resultar en un pico de rebote . En el comportamiento normal, es probable que el estallido desempeñe un papel en el aumento de la probabilidad de transmisión sináptica, iniciando cambios de estado entre el reposo y el movimiento, y podría señalar la plasticidad neuronal debido a las cascadas intracelulares provocadas por la rápida entrada de calcio. Si bien estos roles no son mutuamente excluyentes, lo más atractivo es la hipótesis de que el estallido persistente promueve un estado motor resistente al cambio, lo que podría explicar los síntomas acinéticos de la enfermedad de Parkinson.

## Farmacología
Los bloqueadores de los canales de calcio (CCB), como el mibefradil, también pueden bloquear los canales de calcio de tipo L, otras enzimas y otros canales. En consecuencia, todavía se están realizando investigaciones para diseñar fármacos altamente selectivos que puedan dirigirse solo a los canales de calcio de tipo T.

### Cáncer
Además, dado que los canales de calcio de tipo T están involucrados en la proliferación, supervivencia y progresión del ciclo celular de estas células, son objetivos potenciales para la terapia contra el cáncer. Como se mencionó anteriormente, el bloqueo o regulación a la baja de los canales de calcio de tipo T provoca citostasis en los tumores; pero este bloqueo o regulación negativa de los canales T también puede inducir efectos citotóxicos . En consecuencia, aún no está claro cuáles son los beneficios o las desventajas de dirigirse a los canales de calcio de tipo T en la terapia contra el cáncer. Por otro lado, una terapia combinada que implica la administración de un antagonista del canal de tipo T seguido de una terapia citotóxica se encuentra actualmente en su fase de ensayo clínico .

### Neuropatía diabética dolorosa (PDN)
Los medicamentos utilizados para el manejo la neuropatía diabética dolorosa están asociados con efectos secundarios graves y se dirigen específicamente a la isoforma CaV3.2 (responsable del desarrollo del dolor neuropático en la diábetes que podría reducir estos efectos adversos. Como resultado, se están realizando investigaciones para mejorar o diseñar nuevos medicamentos con base en estos canales y sus funciones.

### Enfermedad de Parkinson
Los canales de calcio tipo T representan un enfoque alternativo para el tratamiento de la enfermedad de Parkinson, ya que su principal acción no afecta al sistema dopaminérgico central. Por ejemplo, los canales de calcio tipo T ofrecen un gran potencial para reducir los efectos secundarios de la terapia de reemplazo de dopamina, incluyendo la discinesia inducida por levodopa. La coadministración de bloqueadores de canales de calcio tipo T con medicamentos estándar para la enfermedad de Parkinson es más popular en Japón y varios estudios clínicos han demostrado una eficacia significativa. Sin embargo, la mayoría de estos fármacos son experimentales y funcionan de manera no específica, lo que puede influir en la cinética de los canales de sodio y en la síntesis de dopamina. Recientemente se han descubierto nuevos inhibidores de los canales de calcio de tipo T que se dirigen más selectivamente al subtipo de canal CaV3.3 expresado en las neuronas motoras centrales, mostrando una modulación robusta en modelos de roedores y primates de la enfermedad de Parkinson.